# 賽克勒家族
萨克勒家族（英文：Sackler Family）是一个美国经商家族，曾拥有普渡制药以及后来创立的萌蒂公司。普渡制药以及该家族中的一些成员曾因过量处方成瘾性药物（包括奥施康定）而面临诉讼。普渡制药因在美国阿片类药物大流行中的作用受到广泛批评，该家族被形容为“美国最邪恶的家族”以及“历史上最恶劣的毒贩”。
关于萨克勒家族的事迹已在多个媒体作品中被揭露，包括HBO出品的纪录片《世纪犯罪》，帕特里克·拉登·基夫的书籍《痛苦帝国》，2022年奥斯卡提名纪录片《所有的美丽与血泪》，以及2023年Netflix出品的迷你剧集《無痛殺手》。

## 历史
亚瑟、莫蒂默、雷蒙德·萨克勒是来自加利西亚的犹太移民的三个孩子，在20世纪30年代的布鲁克林长大。他们三人均就读于医学院，并在纽约皇后区的克里德莫尔精神病中心工作。他们被认为是现代医学技术的先驱，为寻找电惊厥疗法（ECT）的替代疗法以及纽约市血库的种族融合做出了贡献。1952年，三人收购了一个名为普渡弗雷德里克的小型制药公司。雷蒙德和莫蒂默负责管理公司，而亚瑟成为医疗广告和营销领域的先驱。他设计了一种直接吸引医生的营销策略，通过招募和资助临床医生，并引用科学研究对普渡制药的产品进行宣传。此外，作为当时最有名的艺术收藏家之一，他还将收藏的大多数的艺术品捐赠给世界各地的博物馆。1987年，亚瑟·萨克勒去世，他所持有普渡弗雷德里克的三分之一股份被售卖给莫蒂默和雷蒙德·萨克勒，他们在这基础上创立了普渡制药。除普渡制药以外，萨克勒家族还是蒙蒂制药的所有者，这是一家知名度较低的制药公司，在英国、加拿大、德国和新加坡设有分支机构。
1996年，普渡制药推出了奥施康定，这是半合成阿片类药物羟考酮的缓释制剂。羟考酮于1936年首次在美国上市，并在20世纪70年代被FDA列为具有高度成瘾性和非医疗用途潜力的药物之一。2017年，《痛苦帝国》的作者帕特里克·拉登·基夫在《纽约客》杂志发表了批评文章，概述了普渡制药公司、萨克勒大家族以及奥施康定在阿片类药物大流行当中的联系。该文指出，普渡制药公司在推出奥施康定以及随后开展的营销活动中声称奥施康定可以作为止痛的初始药物，且能够长期使用而不具有成瘾性。然而事实是，成瘾者很快就学会如何简单地将片剂压碎吞咽、吸入或注射以获得类吗啡的强烈快感。尽管如此，普渡制药并没有将这种药物下架，并坚持认为问题在于娱乐性吸毒者并没有按照指示服用奥施康定。此外，普渡制药开设发言人办公室，支付数千名临床医生参加医学会议并就奥施康定的推广发表演讲。这些销售活动的一个主旨是，奥施康定不仅应该用于治疗与手术或癌症相关的严重疼痛，还应当用于包括关节炎、背部疼痛、运动损伤等慢性疼痛。在1999年至2019年的20年间，近25万人因过量服用奥施康定等处方阿片类药物而死亡。
亚瑟·萨克勒的女儿伊丽莎白·萨克勒声称她所在的家族分支从未从奥施康定的出售中以任何方式获益，也没有持有普渡制药公司的股份。作为回应，摄影师、社会活动家南·戈尔丁指出其父亲亚瑟·萨克勒的财富很大程度上是通过销售镇定剂获得的。她补充道，“我们多次从亚瑟的遗孀吉莉安·萨克勒夫人和伊丽莎白那里听说，由于亚瑟在奥施康定出现之前就去世了，所以他们没有从中受益。但这种说辞是荒谬的，他是有效推销该药物的广告模式的设计者，还将煩寧变成了第一个价值百万美元的药物 。MS康定在他生前上市，與奧施康定只有幾個分子不同。”
2018年，雷蒙德·萨克勒和莫蒂默·萨克勒家族的多名成员，包括理查德·萨克勒、特丽莎·萨克勒、凯西·萨克勒、乔纳森·萨克勒、贝弗利·萨克勒、大卫·萨克勒和艾琳·萨克勒等，均因阿片类药物危机而成为诉讼被告。普渡制药承认存在阿片类药物危机，但坚称已采取一切可用措施来解决这一问题，包括赞助某些州的“处方监测计划”和承保药物滥用教育等。

## 为宣传萨克勒家族的捐款
萨克勒家族曾向世界范围内知名的文化艺术机构捐款，包括大都会艺术博物馆、美国自然历史博物馆和古根海姆博物馆等。
该家族还曾向哈佛大学、耶鲁大学、康奈尔大学和牛津大学等知名学府捐款，但据报道牛津大学已于2023年宣布与其断绝关系。特拉维夫大学的萨克勒医学院因亚瑟、莫蒂默和雷蒙德·萨克勒的捐赠而以他们的名字命名，但该名称于2023年6月被撤除。同样，伦敦国王学院的萨克勒肺部药理学研究所也以莫蒂默和特蕾莎·萨克勒的名字而命名，但该大学于2023年5月表示已与萨克勒家族一致同意其资助的神经发育研究将不再带有萨克勒的名字，且随后不会与蒙蒂制药合作进行新的研究。
萨克勒家族捐赠的学术及文化机构中使用的萨克勒姓氏在2010年代末因其家族与奥施康定的关系而受到越来越多的审查。大卫·克罗在《金融时报》中撰文，将这个家族的名字描述为“被污染的”。2019年3月，英国国家肖像画廊和泰特美术馆宣布不再接受该家族的进一步捐赠。此前，P.A.I.N团体创始人南·戈尔丁称如果国家肖像画廊接受萨克勒基金会100万英镑的捐赠，她将撤回计划在此举办的作品回顾展。2019年6月，纽约大学朗格尼医学中心宣布将不再接受萨克勒家族的捐赠，并将萨克勒生物医学科学研究所更名为维尔切克生物医学科学研究所。同时期，美国自然历史博物馆、纽约所罗门·R·古根海姆博物馆和大都会艺术博物馆均宣布，今后不再接受任何参与普渡制药和萨克勒家族的捐赠。
2019年7月1日，南·戈尔丁带领P.A.I.N团体的抗议者在卢浮宫玻璃金字塔前展开“取下萨克勒名字”的横幅。据《纽约时报》报道，巴黎卢浮宫成为第一个“消除与萨克勒家族的公众联系”的大型博物馆。同月16日，博物馆拆除了画廊入口处关于萨克勒向其捐款的牌匾，并用灰色胶带覆盖了画廊中萨克勒翼的标志。
2021年12月，大都会艺术博物馆宣布将其画廊和博物馆内萨克勒的名字删除。随后，博德利图书馆中的“萨克勒馆”更名为博德利艺术、考古和博物馆古代世界图书馆。
萨克勒家族的慈善事业被定性为通过销售阿片类药物获得的利润进行“声誉洗钱”。

## 阿片类药物诉讼
2019年，纽约南区向萨克勒家族的八名成员提起诉讼，包括理查德、乔纳森、莫蒂默、凯西、大卫、贝弗利、艾琳和特蕾莎·萨克勒。此外，马萨诸塞州、康涅狄格州、罗德岛州和犹他州都对这些家族成员提起诉讼。在国家范围内，他们总共面临1600多起案件。
2020年底，美国众议院监督与改革委员会就普渡制药和萨克勒家族在阿片类药物泛滥事件中所扮演的角色举行了听证会。为应对诉讼，普渡制药于2019年申请破产，并随后提出一项重组计划，将该公司解散并成立一家致力于解决阿片类药物泛滥的非营利性公益组织，该组织将由信托或类似实体控制。作为拟议计划的一部分，萨克勒家族需要在未来9年内额外支付45亿美元，以解决各项民事索赔并换取刑事诉讼的豁免。
2021年9月，该重组计划得到纽约南区破产法院的确认。然而几个月后，一名联邦地区法官驳回了该计划。普渡制药向第二巡回法院提出上诉，后者于2023年5月推翻地方法院的命令并再次允以批准。美国副检察长伊丽莎白·普雷洛加称，“该计划为萨克勒家族提供了一种特殊且前所未有的责任免除。如果得到批准，它将创造一个后门，让富有和有权势的人逃避不当行为的责任，而不必宣布自己破产。” 目前，美国最高法院仍在考虑是否批准普渡制药的破产和解计划。